# Stelletta brevioxea
Stelletta brevioxea är en svampdjursart som beskrevs av Gustavo Pulitzer-Finali 1993. Stelletta brevioxea ingår i släktet Stelletta och familjen Ancorinidae. Inga underarter finns listade i Catalogue of Life.